# Canton d'Ambérieu-en-Bugey
Le canton d'Ambérieu-en-Bugey est une circonscription électorale française située dans le département de l'Ain en région Auvergne-Rhône-Alpes. À la suite du redécoupage cantonal de 2014, les limites territoriales du canton sont remaniées. Le nombre de communes du canton passe de 8 à 17.

## Géographie
Ce canton est organisé autour d'Ambérieu-en-Bugey dans l'arrondissement de Belley. Son altitude varie de 212 m à Saint-Maurice-de-Rémens à 765 m à Ambronay pour une altitude moyenne de 264 m.

## Histoire
Appelé initialement canton d'Ambérieu, il devient celui d'Ambérieu-en-Bugey en 1955, quand son chef-lieu change de nom.
Un nouveau découpage territorial du département de l'Ain entre en vigueur à l'occasion des élections départementales de mars 2015, défini par le décret du 13 février 2014, en application de la loi organique no 2013-402 et la loi no 2013-403, toutes deux du 17 mai 2013. Les conseillers départementaux sont, à compter de ces élections, élus au scrutin majoritaire binominal mixte. Les électeurs de chaque canton élisent au Conseil départemental, nouvelle appellation du Conseil général, deux membres de sexe différent, qui se présentent en binôme de candidats. Les conseillers départementaux sont élus pour six ans au scrutin binominal majoritaire à deux tours, l'accès au second tour nécessitant 12,5 % des inscrits au premier tour. En outre la totalité des conseillers départementaux est renouvelée. Ce nouveau mode de scrutin nécessite un redécoupage des cantons dont le nombre est divisé par deux avec arrondi à l'unité impaire supérieure si ce nombre n'est pas entier impair, assorti de conditions de seuils minimaux. Dans l'Ain, le nombre de cantons passe ainsi de 43 à 23. Le nombre de communes du canton d'Ambérieu-en-Bugey passe de 8 à 18.
Le nouveau canton d'Ambérieu-en-Bugey est formé de communes des anciens cantons d'Ambérieu-en-Bugey (8 communes), de Lagnieu (2 communes) et de Saint-Rambert-en-Bugey (8 communes). Le canton est entièrement inclus dans l'arrondissement de Belley. Le bureau centralisateur est situé à Ambérieu-en-Bugey.

## Représentation

### Conseillers départementaux depuis 2015
| Période élective | Période élective | Mandat | Mandat   | Identité            | Nuance | Nuance | Qualité |
| ---------------- | ---------------- | ------ | -------- | ------------------- | ------ | ------ | --- |
| 2015             | 2021             | 2015   | 2021     | Sandrine Castellano |        | UDI    | Maire-adjoint d'Ambérieu-en-Bugey Vice-Présidente déléguée aux routes et aux bâtiments départementaux      |
| 2015             | 2021             | 2015   | 2021     | Christophe Fortin   |        | LR     | Avocat Président de la commission des affaires économiques, des questions européennes et transfrontalières |
| 2021             | 2028             | 2021   | en cours | Joël Brunet         |        | DVD    | Chef d'entreprise à la retraite, maire de Château-Gaillard                                                 |
| 2021             | 2028             | 2021   | en cours | Aurélie Petit       |        | DVD    | Architecte, adjointe au maire d'Ambérieu-en-Bugey                                                          |

#### Élections de mars 2015
À l'issue du premier tour des élections départementales de 2015, deux binômes sont en ballotage : Nadège Pagneux et Jean-Pierre Vergnault (FN, 32,67 %) et Sandrine Castellano et Christophe Fortin (Union de la Droite, 28,39 %). Le taux de participation est de 49,61 % (9 439 votants sur 19 027 inscrits) contre 48,99 % au niveau départemental et 50,17 % au niveau national.
Au second tour, Sandrine Castellano et Christophe Fortin (Union de la Droite) sont élus avec 58,59 % des suffrages exprimés et un taux de participation de 49,99 % (4 855 voix pour 9 511 votants et 19 027 inscrits).

#### Élections de juin 2021
Le premier tour des élections départementales de 2021 est marqué par un très faible taux de participation (33,26 % au niveau national). Dans le canton d'Ambérieu-en-Bugey, ce taux de participation est de 33,26 % (6 493 votants sur 19 521 inscrits) contre 31,48 % au niveau départemental. À l'issue de ce premier tour, deux binômes sont en ballotage : Joël Brunet et Aurélie Petit (DVD, 31,93 %) et Fabrice Pereyron et Marie-Céline Ray (Union à gauche, 24,99 %).
Le second tour des élections est marqué une nouvelle fois par une abstention massive équivalente au premier tour. Les taux de participation sont de 34,3 % au niveau national, 31,83 % dans le département et 32,37 % dans le Canton d'Ambérieu-en-Bugey. Joël Brunet et Aurélie Petit (DVD) sont élus avec 65,07 % des suffrages exprimés (3 772 voix pour 6 323 votants et 19 531 inscrits),.

### Période antérieure à 2015

#### Conseillers généraux de 1833 à 2015
Les différents conseillers généraux qui se sont succédé sont :
| Période | Période                   | Identité                                   | Étiquette           | Qualité |
| ------- | ------------------------- | ------------------------------------------ | ------------------- | --- |
| 1833    | 1842                      | Henri Vicaire                              |                     | Haut-fonctionnaire |
| 1842    | 1845                      | Claude Victor de Boissieu du Tiret         |                     | Propriétaire, peintre, artiste botaniste Maire d'Ambérieu-en-Bugey                                                     |
| 1845    | 1848                      | Henri Vicaire                              |                     | Haut-fonctionnaire |
| 1848    | 1852                      | Aristide Bouvet                            | Républicain         | Médecin, maire d'Ambérieu-en-Bugey, Représentant du peuple (1849-1851)                                                 |
| 1852    | 1861                      | Claude Victor de Boissieu du Tiret         |                     | Propriétaire, peintre, artiste botaniste Maire d'Ambérieu-en-Bugey                                                     |
| 1861    | 1867                      | Jean-Baptiste Cozon                        |                     | Juge de paix à Ambérieu-en-Bugey, ancien conseiller d'arrondissement                                                   |
| 1867    | 1868 (décès)              | Claude Victor de Boissieu du Tiret         |                     | Peintre et artiste botaniste Maire d'Ambérieu-en-Bugey                                                                 |
| 1868    | 1871                      | Dominique de Boissieu du Tiret (1818-1897) |                     | Propriétaire à Ambérieu-en-Bugey                                                                                       |
| 1871    | 1880                      | Henri Vicaire (1837-1920)                  | Républicain         | Maire d'Ambérieu-en-Bugey (1888-1892)                                                                                  |
| 1880    | 1883 (décès)              | Luc Roselli-Mollet                         | Républicain Radical | Ingénieur aux chemins de fer suisses Député (1881-1883)                                                                |
| 1883    | 1884 (décès)              | Jules Zacharie Pellaudin (1841-1884)       | Républicain Radical | Vigneron à Saint-Germain Maire d'Ambérieu-en-Bugey, conseiller d'arrondissement                                        |
| 1884    | 1886                      | Jean-Louis Tissot-Guerraz                  | Républicain         | Maire de Bettant (1896-1908)                                                                                           |
| 1886    | 1923 (décès)              | Alexandre Bérard                           | Rad.                | Journaliste et avocat Député (1893-1908) - Sénateur (1908-1923) Sous-secrétaire d'Etat (1902-1906)                     |
| 1923    | 1928                      | Paul Nicollet                              | SFIO                | Médecin à Mézériat Député (1924-1932)                                                                                  |
| 1928    | 1934                      | Émile Bravet                               | PRS                 | Notaire et propriétaire Député (1928-1936) - maire d'Ambérieu-en-Bugey (1919-1934), ancien conseiller d'arrondissement |
| 1934    | 1934 (annulation)         | Louis Vachez                               | Soc.ind.            | Maire d'Ambérieu-en-Bugey (1934-1935)                                                                                  |
| 1935    | 1941 (démission d'office) | Émile Bravet                               | PRS                 | Député (1928-1936) - maire d'Ambérieu-en-Bugey (1935-1941) Révoqué par le Gouvernement de Vichy Décédé en 1942         |
|         |                           |                                            |                     | |
| 1942    | 1945                      | Théodore Tillier (1893-1949)               | SFIO                | Conseiller d'arrondissement, maire d'Ambérieu-en-Bugey (1941-1944) Nommé conseiller départemental en 1942              |
|         |                           |                                            |                     | |
| 1945    | 1951                      | Roger Deléaz                               | PCF                 | Ouvrier maçon, Bettant                                                                                                 |
| 1951    | 1958                      | Henri Bourbon                              | PCF                 | Employé au PLM puis commerçant Député (1946-1951 et 1956-1958) Conseiller municipal de Bourg-en-Bresse                 |
| 1958    | 1976                      | Léon Tournier-Billion                      | SFIO puis PS        | Maire d'Ambérieu-en-Bugey (1944-1965)                                                                                  |
| 1976    | 1982                      | Paul Combier (1933-2011)                   | PS                  | Géomètre-expert Ancien maire d'Ambérieu-en-Bugey (1965-1971)                                                           |
| 1982    | 1994                      | Gérard Lora-Tonet                          | PS                  | Avocat Conseiller municipal d'Ambérieu-en-Bugey                                                                        |
| 1994    | 2001                      | Gilles Piralla                             | RPR puis DVD        | Médecin anesthésiste Maire d'Ambérieu-en-Bugey (1995-2008)                                                             |
| 2001    | 2015                      | Daniel Bénassy                             | DVG                 | Vice-président du conseil général Ancien maire d'Ambronay (1973-2001)                                                  |

#### Conseillers d'arrondissement (de 1833 à 1940)
| Période                                  | Période          | Identité                                      | Étiquette   | Qualité |
| ---------------------------------------- | ---------------- | --------------------------------------------- | ----------- | --- |
| 1833                                     | 1848             | Jean Baptiste Charles Jules Cozon (1801-1885) |             | Juge à Nantua puis juge de paix à Ambérieu                                                                  |
| 1848                                     | 1852             | Auguste Didout                                |             | Notaire à Ambérieu-en-Bugey                                                                                 |
| 1852                                     | 1855             | Léopold de Tricaut                            |             | Propriétaire                                                                                                |
| 1855                                     | 1871             | Antoine Vicaire (1801-1889)                   |             | Notaire à Ambérieu                                                                                          |
| 1871                                     | 1876 (démission) | Gaspard Millet                                |             | Commerçant, propriétaire, maire de Saint-Denis-le-Chosson                                                   |
| 1876                                     | 1883 (démission) | Jules Pellaudin                               | Radical     | Vigneron, maire d'Ambérieu-en-Bugey (1879-1884)                                                             |
| 1883                                     | 1892             | Jean-Louis Quinson                            |             | Propriétaire à Ambronay                                                                                     |
| 1892                                     | 1901             | Joseph Marie Richer                           | Républicain | Maire de Château-Gaillard                                                                                   |
| 1901                                     | 1913             | Claude Aguétant                               |             | Notaire, maire d'Ambérieu-en-Bugey (1896-1910)                                                              |
| 1913                                     | 1919             | Henri Saffange                                | Radical     | Retraité, adjoint au maire d'Ambérieu-en-Bugey                                                              |
| 1919                                     | 1922             | Émile Bravet                                  | PRS         | Notaire et propriétaire, maire d'Ambérieu-en-Bugey (1919-1934)                                              |
| 1922                                     | 1934             | Louis Vachez                                  | Soc.ind.    | Adjoint au maire d'Ambérieu-en-Bugey                                                                        |
| 1934                                     | 1935 (décès)     | Aimé Poncet                                   | SFIO        | Propriétaire à Ambérieu-en-Bugey                                                                            |
| 1935                                     | 1940             | Théodore (Théo) Tillier (1893-1949)           | SFIO        | Maire d'Ambérieu-en-Bugey (1941-1944)                                                                       |
| 1940                                     |                  |                                               |             | Les conseils d'arrondissement ont été suspendus par la loi du 12 octobre 1940 et n'ont jamais été réactivés |
| Les données manquantes sont à compléter. |                  |                                               |             | |

Source : Journal Le Courrier de l'Ain sur le site des archives départementales.

## Composition

Localisation du canton dans l'Ain avant 2015.

### Composition avant 2015
Le canton d'Ambérieu-en-Bugey regroupait huit communes et comptait 22 151 habitants (population légale de 2010 sans doubles comptes).
| Nom                           | Code Insee | Codepostal | Superficie (km2) | Population (dernière pop. légale) | Densité (hab./km2) |
| ----------------------------- | ---------- | ---------- | ---------------- | --------------------------------- | ------------------ |
| Ambérieu-en-Bugey (chef-lieu) | 01004      | 01500      | 24,60            | 14 233 (2012)                     | 579                |
| L'Abergement-de-Varey         | 01002      | 01640      | 9,15             | 235 (2012)                        | 26                 |
| Ambronay                      | 01007      | 01500      | 33,55            | 2 437 (2012)                      | 73                 |
| Bettant                       | 01041      | 01500      | 3,37             | 739 (2012)                        | 219                |
| Château-Gaillard              | 01089      | 01500      | 16,06            | 1 881 (2012)                      | 117                |
| Douvres                       | 01149      | 01500      | 5,26             | 993 (2012)                        | 189                |
| Saint-Denis-en-Bugey          | 01345      | 01500      | 2,61             | 2 178 (2012)                      | 834                |
| Saint-Maurice-de-Rémens       | 01379      | 01500      | 10,35            | 724 (2012)                        | 70                 |

### Composition depuis 2015
Le nouveau canton d'Ambérieu-en-Bugey comprend dix-huit communes entières.
| Nom                                       | Code Insee | Intercommunalité         | Superficie (km2) | Population (dernière pop. légale) | Densité (hab./km2) | Modifier                                    |
| ----------------------------------------- | ---------- | ------------------------ | ---------------- | --------------------------------- | ------------------ | ------------------------------------------- |
| Ambérieu-en-Bugey (bureau centralisateur) | 01004      | CC de la Plaine de l'Ain | 24,60            | 15 554 (2022)                     | 632                | modifier les données · modifier les données |
| L'Abergement-de-Varey                     | 01002      | CC de la Plaine de l'Ain | 9,15             | 273 (2022)                        | 30                 | modifier les données · modifier les données |
| Ambronay                                  | 01007      | CC de la Plaine de l'Ain | 33,55            | 2 828 (2022)                      | 84                 | modifier les données · modifier les données |
| Ambutrix                                  | 01008      | CC de la Plaine de l'Ain | 5,22             | 764 (2022)                        | 146                | modifier les données · modifier les données |
| Arandas                                   | 01013      | CC de la Plaine de l'Ain | 14,10            | 140 (2022)                        | 9,9                | modifier les données · modifier les données |
| Argis                                     | 01017      | CC de la Plaine de l'Ain | 7,84             | 420 (2022)                        | 54                 | modifier les données · modifier les données |
| Bettant                                   | 01041      | CC de la Plaine de l'Ain | 3,37             | 762 (2022)                        | 226                | modifier les données · modifier les données |
| Château-Gaillard                          | 01089      | CC de la Plaine de l'Ain | 16,06            | 2 408 (2022)                      | 150                | modifier les données · modifier les données |
| Cleyzieu                                  | 01107      | CC de la Plaine de l'Ain | 7,82             | 144 (2022)                        | 18                 | modifier les données · modifier les données |
| Conand                                    | 01111      | CC de la Plaine de l'Ain | 15,28            | 136 (2022)                        | 8,9                | modifier les données · modifier les données |
| Douvres                                   | 01149      | CC de la Plaine de l'Ain | 5,26             | 1 108 (2022)                      | 211                | modifier les données · modifier les données |
| Nivollet-Montgriffon                      | 01277      | CC de la Plaine de l'Ain | 8,24             | 119 (2022)                        | 14                 | modifier les données · modifier les données |
| Oncieu                                    | 01279      | CC de la Plaine de l'Ain | 7,76             | 72 (2022)                         | 9,3                | modifier les données · modifier les données |
| Saint-Denis-en-Bugey                      | 01345      | CC de la Plaine de l'Ain | 2,61             | 2 258 (2022)                      | 865                | modifier les données · modifier les données |
| Saint-Maurice-de-Rémens                   | 01379      | CC de la Plaine de l'Ain | 10,35            | 758 (2022)                        | 73                 | modifier les données · modifier les données |
| Saint-Rambert-en-Bugey                    | 01384      | CC de la Plaine de l'Ain | 28,55            | 2 179 (2022)                      | 76                 | modifier les données · modifier les données |
| Torcieu                                   | 01421      | CC de la Plaine de l'Ain | 10,72            | 744 (2022)                        | 69                 | modifier les données · modifier les données |
| Vaux-en-Bugey                             | 01431      | CC de la Plaine de l'Ain | 8,22             | 1 218 (2022)                      | 148                | modifier les données · modifier les données |
| Canton d'Ambérieu-en-Bugey                | 0101       |                          | 218,70           | 31 885 (2022)                     | 146                | modifier les données                        |

## Démographie

### Démographie avant 2015
| 1962   | 1968   | 1975   | 1982   | 1990   | 1999   | 2006   | 2011   | 2012   |
| ------ | ------ | ------ | ------ | ------ | ------ | ------ | ------ | ------ |
| 11 729 | 13 131 | 14 164 | 15 634 | 17 339 | 18 997 | 21 155 | 22 850 | 23 420 |

### Démographie depuis 2015
En 2022, le canton comptait 31 885 habitants, en évolution de +6,28 % par rapport à 2016 (Ain : +5,15 %, France hors Mayotte : +2,11 %).
| 2013   | 2018   | 2022   |
| ------ | ------ | ------ |
| 29 712 | 30 257 | 31 885 |